# 格瓦尔德反应
格瓦尔德反应（Gewald reaction）指醛或酮与α-氰基酯在硫磺和碱存在下缩合，生成多取代的2-氨基噻吩。

## 反应机理
最近的研究表明，反应中，首先是酮(1)与α-氰酯(2)发生克脑文盖尔缩合反应，产生稳定的不饱和酯中间体(3)。然后硫化产物可能以(4)的方式对氰基进行加成，发生环化。最后再经互变异构，得到产物(6)。
有研究显示微波辐射会使反应时间降低，产率升高。

## 变体
从1,4-二噻烷（硫与丙酮的加成物）与不稳定的氰丙酮钠盐合成3-乙酰基-2-氨基-4-甲基噻吩：